# Jimmy Bryan
James Ernest Bryan, detto Jimmy (Phoenix, 28 gennaio 1926 – Langhorne, 19 giugno 1960), è stato un pilota automobilistico statunitense.

## Biografia
Si laureò Campione Nazionale nella categoria Champ Car nel 1954, 1956 e 1957. Partecipò alla 500 Miglia di Indianapolis tra il 1951 e il 1960, vincendo l'edizione del '58 su una vettura Epperly con motore Offenhauser.
Morì due anni dopo a causa di un incidente durante la 100 miglia di Langhorne, il 19 giugno 1960, nello stesso giorno in cui persero la vita nel Gran Premio del Belgio Alan Stacey e Chris Bristow. Bryan oggi riposa nel cimitero di Greenwood Memory Lawn a Phoenix, Arizona.
Tra il 1950 e il 1960 la 500 Miglia di Indianapolis faceva parte del Campionato Mondiale, per questo motivo Bryan ha all'attivo anche 9 Gran Premi ed una vittoria in Formula 1.

## Risultati completi in Formula 1
| 1951 | Scuderia       | Vettura  |  |    |  |  |  |  |  |  |  |  |  | Punti | Pos. |
| ---- | -------------- | -------- |  | -- |  |  |  |  |  |  |  |  |  | ----- | ---- |
| 1951 | Viking Trailer | Lesovsky |  | NQ |  |  |  |  |  |  |  |  |  | 0     |      |

| 1952 | Scuderia             | Vettura           |  |   |  |  |  |  |  |  |  |  |  | Punti | Pos. |
| ---- | -------------------- | ----------------- |  | - |  |  |  |  |  |  |  |  |  | ----- | ---- |
| 1952 | Peter Schmidt racing | Kurtis Kraft 3000 |  | 6 |  |  |  |  |  |  |  |  |  | 0     |      |

| 1953 | Scuderia    | Vettura   |  |    |  |  |  |  |  |  |  |  |  | Punti | Pos. |
| ---- | ----------- | --------- |  | -- |  |  |  |  |  |  |  |  |  | ----- | ---- |
| 1953 | Blakely Oil | Schroeder |  | 14 |  |  |  |  |  |  |  |  |  | 0     |      |

| 1954 | Scuderia       | Vettura             |  |   |  |  |  |  |  |  |  |  |  | Punti | Pos. |
| ---- | -------------- | ------------------- |  | - |  |  |  |  |  |  |  |  |  | ----- | ---- |
| 1954 | Dean Van Lines | Kuzma Indy Roadster |  | 2 |  |  |  |  |  |  |  |  |  | 6     | 8º   |

| 1955 | Scuderia       | Vettura             |  |  |     |  |  |  |  |  |  |  |  | Punti | Pos. |
| ---- | -------------- | ------------------- |  |  | --- |  |  |  |  |  |  |  |  | ----- | ---- |
| 1955 | Dean Van Lines | Kuzma Indy Roadster |  |  | Rit |  |  |  |  |  |  |  |  | 0     |      |

| 1956 | Scuderia       | Vettura             |  |  |    |  |  |  |  |  |  |  |  | Punti | Pos. |
| ---- | -------------- | ------------------- |  |  | -- |  |  |  |  |  |  |  |  | ----- | ---- |
| 1956 | Dean Van Lines | Kuzma Indy Roadster |  |  | 19 |  |  |  |  |  |  |  |  | 0     |      |

| 1957 | Scuderia       | Vettura             |  |  |   |  |  |  |  |  |  |  |  | Punti | Pos. |
| ---- | -------------- | ------------------- |  |  | - |  |  |  |  |  |  |  |  | ----- | ---- |
| 1957 | Dean Van Lines | Kuzma Indy Roadster |  |  | 3 |  |  |  |  |  |  |  |  | 4     | 14º  |

| 1958 | Scuderia               | Vettura               |  |  |  |   |  |  |  |  |  |  |  | Punti | Pos. |
| ---- | ---------------------- | --------------------- |  |  |  | - |  |  |  |  |  |  |  | ----- | ---- |
| 1958 | Belond AP/George Salih | Epperly Indy Roadster |  |  |  | 1 |  |  |  |  |  |  |  | 8     | 13º  |

| 1959 | Scuderia               | Vettura               |  |     |  |  |  |  |  |  |  |  |  | Punti | Pos. |
| ---- | ---------------------- | --------------------- |  | --- |  |  |  |  |  |  |  |  |  | ----- | ---- |
| 1959 | Belond AP/George Salih | Epperly Indy Roadster |  | Rit |  |  |  |  |  |  |  |  |  | 0     |      |

| 1960 | Scuderia  | Vettura               |  |  |     |  |  |  |  |  |  |  |  | Punti | Pos. |
| ---- | --------- | --------------------- |  |  | --- |  |  |  |  |  |  |  |  | ----- | ---- |
| 1960 | Metal-Cal | Epperly Indy Roadster |  |  | Rit |  |  |  |  |  |  |  |  | 0     |      |

| Legenda | 1º posto     | 2º posto | 3º posto    | A punti         | Senza punti/Non class.  | Grassetto – Pole position Corsivo – Giro più veloce |
| Legenda | Squalificato | Ritirato | Non partito | Non qualificato | Solo prove/Terzo pilota | Grassetto – Pole position Corsivo – Giro più veloce |